# Erivaldo Almeida
Erivaldo Almeida Santos Júnior (Goiânia, 15 gennaio 2000) è un calciatore brasiliano, difensore del Marítimo.

## Carriera
Almeida ha iniziato la sua carriera nel Grêmio Novorizontino, con cui ha partecipato alla Copa Paulista del 2020. Nelle stagioni 2021 e 2022 ha giocato, rispettivamente, in prestito con Catanduva e Votuporanguense, squadre minori dello Stato di San Paolo.
Nel 2022 viene ceduto in prestito all'Estrela Amadora. Ha debuttato con il club portoghese l'8 ottobre, nell'incontro di Segunda Liga perso 1-0 contro il Torreense. Al termine della stagione ha centrato la promozione ed è stato acquistato a titolo definitivo.

## Statistiche

### Presenze e reti nei club
Statistiche aggiornate al 10 dicembre 2023.
| Stagione        | Squadra              | Campionato      | Campionato | Campionato | Coppe nazionali | Coppe nazionali | Coppe nazionali | Coppe continentali | Coppe continentali | Coppe continentali | Altre coppe | Altre coppe | Altre coppe | Totale | Totale | Totale |
| Stagione        | Squadra              | Comp            | Pres       | Reti       | Comp            | Pres            | Reti            | Comp               | Pres               | Reti               | Comp        | Pres        | Reti        | Pres   | Reti   |        |
| --------------- | -------------------- | --------------- | ---------- | ---------- | --------------- | --------------- | --------------- | ------------------ | ------------------ | ------------------ | ----------- | ----------- | ----------- | ------ | ------ | ------ |
| 2020            | Grêmio Novorizontino | A1/SP+D         | 0          | 0          | CB              | 0               | 0               |                    | -                  | -                  | CP          | 7           | 0           | 7      | 0      |        |
| 2021            | Grêmio Novorizontino | A1/SP+C         | 0          | 0          |                 | -               | -               |                    | -                  | -                  |             | -           | -           | 0      | 0      |        |
| 2021            | Catanduva            | SD/SP           | 12         | 1          |                 | -               | -               |                    | -                  | -                  |             | -           | -           | 12     | 1      |        |
| 2022            | Votuporanguense      | A3/SP           | 9          | 0          |                 | -               | -               |                    | -                  | -                  |             | -           | -           | 9      | 0      |        |
| 2022-2023       | Estrela Amadora      | LdH             | 9+1        | 0          | CP+CdL          | 0+3             | 0               |                    | -                  | -                  |             | -           | -           | 13     | 0      |        |
| 2023-2024       | Estrela Amadora      | PL              | 4          | 0          | CP+CdL          | 2+0             | 1+0             |                    | -                  | -                  |             | -           | -           | 6      | 1      |        |
| Totale carriera | Totale carriera      | Totale carriera | 35         | 1          |                 | 5               | 1               |                    | -                  | -                  |             | 7           | 0           | 47     | 2      |        |